# Regionförbundet Uppsala län
Regionförbundet Uppsala län var ett samverkansorgan som bestod av de åtta kommunerna i länet samt Landstinget i Uppsala län. Förbundet inrättades 2003 och bestod av två enheter, Enheten för Regional Utveckling samt Enheten för Välfärd och FoU-stöd. Kommunerna i länet är: Enköping, Heby, Håbo, Knivsta, Tierp, Uppsala, Älvkarleby och Östhammar.
Ordförande var Johan Edstav (MP).

## Regional utveckling
Fokus låg på regionens utveckling och framtid. Den regionala utvecklingsstrategin, Uppländsk Drivkraft är styrdokumentet. Det reviderades vart fjärde år gemensamt av förbundets medlemmar. Strategin innehöll gemensamma mål och handlingsplaner för hela länet. 

## Välfärd och FoU-stöd
Syftet med Välfärd och FoU-stöd var att bidra till att socialtjänsten och berörda verksamheter inom hälso- och sjukvården i allt större utsträckning bedrevs  utifrån aktuell forskningskunskap och beprövad/reflekterad erfarenhetskunskap. En bärande idé var att bygga broar mellan forskning och praktisk verksamhet.

## Avveckling
Förbundet upphörde 31 december 2016.